# Jang Jae-Sim
Jang Jae-Sim (en coreano: 장재심; 3 de enero de 1980) es una deportista surcoreana que compitió en judo. Ganó dos medallas en el Campeonato Asiático de Judo en los años 1999 y 2001.

## Palmarés internacional
| Campeonato Asiático | Campeonato Asiático   | Campeonato Asiático | Campeonato Asiático |
| Año                 | Lugar                 | Medalla             | Categoría           |
| ------------------- | --------------------- | ------------------- | ------------------- |
| 1999                | Wenzhou (China)       | Medalla de bronce   | –52 kg              |
| 2001                | Ulán Bator (Mongolia) | Medalla de plata    | –52 kg              |